# داژای، شانشی
داژای، شانشی (به لاتین: Dazhai) یک شهرک در جمهوری خلق چین است که در Xiyang County واقع شده‌است. داژای ۹۴۸ متر بالاتر از سطح دریا واقع شده‌است.